# San Salvatore Monferrato
Pour les articles homonymes, voir San Salvatore.
San Salvatore Monferrato est une commune de la province d'Alexandrie dans le Piémont en Italie.

## Géographie
La commune est située à 10 kilomètres au nord de la capitale provinciale Alexandrie, sur les collines qui séparent les zones plates du Pô et du Tanaro.

## Histoire
D'origine probablement romaine, connue sous le nom de Villa ad Vites et appelée castrum Sancti Salvatoris vers 1048. Guillaume V de Montferrat l'a obtenue de Frédéric Barberousse en 1164. Du XIVe siècle à 1708 (date à laquelle elle est passée sous la maison de Savoie), elle a fait partie alternativement du duché de Milan ou du marquisat du Montferrat (Paléologue et Gonzague).
Pendant la deuxième guerre d'indépendance, en avril 1859, elle a été le siège du quartier général de Victor-Emmanuel II.
Humbert Ier, roi d'Italie, a conféré le titre de « ville » à San Salvatore Monferrato le 30 décembre 1894.
Commune agricole, principalement liée à la culture du vin, sa production a été mise en crise à la fin du XIXe siècle par le fléau du phylloxéra. Elle a lié sa croissance économique au développement d'industries manufacturières (chaussures, vêtements de sport, meubles) et au succès du travail de l'or, qui est centré sur la voisine Valenza, attirant, pendant les années de boom économique, un vigoureux flux migratoire, en particulier en provenance des communes d'Agerola et Leonforte.
Le paysage de San Salvatore est celui du bas Montferrat, avec des collines et des rangées de vignes à perte de vue. Ces vues ont souvent été reproduites et idéalisées par des artistes.

## Culture
La Torre Paleologa, haute d'environ 24 mètres et dominant la ville, date du XVe siècle. Elle a été construite en 1413 par Théodore II qui gouvernait le Monferrat à cette époque.
L'église San Martino (it), construite au XVe siècle, présente un intérieur baroque, riche en ornements et en stucs, ainsi qu'en tableaux de Guglielmo Caccia, également connu sous le nom du Moncalvo, et de son école. Les autels et la chapelle du Crucifix, témoin du rituel funéraire du XVIIe siècle, sont particulièrement précieux.
L'église San Siro (mentionnée depuis le XIe siècle) abrite la grande toile du Moncalvo représentant l'adoration des bergers.
L'église della Santissima Trinità, en forme de croix latine, possède un autel baroque et une fresque avec les blasons des membres de la confrérie du même nom. L'église San Antonio conserve le tableau de Moncalvo Saint Michel terrassant le démon.
Non loin du centre habité se trouve le sanctuaire della Madonna del Pozzo (it), datant du XVIIIe siècle et érigé en souvenir d'une apparition mariale en 1616. À l'intérieur du sanctuaire se trouve le puits du miracle où la Vierge est apparue.
San Salvatore regorge de palais nobles des XVIIe et XVIIIe siècles, parmi lesquels : le palais Cavalli di S. Germano, maintenant siège de la municipalité, le palais Carmagnola, le palais Oseo di Terno, maintenant siège de la bibliothèque, le palais Bobba, le palais Calcamuggi di Montalero, la villa Lingua Gazzoli, quartier général de l'état-major pendant la deuxième guerre d'indépendance, le palais Cavalli (anciennement Merli Miglietti di Castelletto), œuvre d'un remarquable architecte formé à la manière de Juvarra, le palais Ollearo, le palais Franzini-Tibaldè. 
La villa Genova dispose d'un jardin d'environ 10 000 m2, de chemins bordés de cultures de rhododendrons et d'azalées, de petits arbustes et d'arbres séculaires. Elle fait partie du système des « Castelli Aperti » du Bas-Piémont. La bibliothèque municipale abrite le fonds Villa, une précieuse collection de livres principalement d'intérêt ligure, riche en raretés et en précieuses premières éditions.

## Administration
| Période                                  | Période  | Identité          | Étiquette | Qualité |
| ---------------------------------------- | -------- | ----------------- | --------- | ------- |
| 30 mai 2006                              | En cours | Corrado Tagliabue |           |         |
| Les données manquantes sont à compléter. |          |                   |           |         |

### Frazione
Fosseto, Piazzolo, Salcido, Valdolenga, Valparolo, Frescondino

### Communes limitrophes
Alexandrie, Castelletto Monferrato, Lu e Cuccaro Monferrato, Mirabello Monferrato, Quargnento, Valenza.

## Personnalités
- Gene Guglielmi (1947-), chanteur, est né à San Salvatore Monferrato.